# John Sewell (kötélhúzó)
John Sewell (Egyesült Királyság, Dumfries és Galloway, Halfmorton, 1882. április 23. - Egyesült Királyság, Cambridgeshire, Cambridge, 1947. július 18.) olimpiai bajnok és olimpiai ezüstérmes brit kötélhúzó.
Az 1912. évi nyári olimpiai játékokon részt vett kötélhúzásban brit színekben. A londoni városi rendőrség csapatában szerepelt. Rajtuk kívül csak a svéd válogatott indult. Egy mérkőzés volt, ahol ki is kaptak, így ezüstérmesek lettek
Az első világháború után az 1920. évi nyári olimpiai játékokon ismét elindult kötélhúzásban. A londoni városi rendőrség csapatában szerepelt. Rajtuk kívül még négy ország indult (amerikaiak, belgák, hollandok és az olaszok). A verseny Bergvall-rendszerben zajlott. A döntőben a hollandokat verték.